# Tridentella japonica
Tridentella japonica är en kräftdjursart som beskrevs av Thielemann 1910. Tridentella japonica ingår i släktet Tridentella och familjen Tridentellidae. Inga underarter finns listade i Catalogue of Life.